# Campionati del mondo di atletica leggera 2017 - 1500 metri piani femminili
La gara dei 1500 metri piani femminili dei campionati del mondo di atletica leggera 2017 si è svolta tra il 4 e il 7 agosto.

## Podio
| Pos.    | Atleta           | Nazionalità | Tempo   |
| ------- | ---------------- | ----------- | ------- |
| Oro     | Faith Kipyegon   | Kenya       | 4'02"59 |
| Argento | Jennifer Simpson | Stati Uniti | 4'02"76 |
| Bronzo  | Caster Semenya   | Sudafrica   | 4'02"90 |

## Situazione pre-gara

### Record
Prima di questa competizione, il record del mondo (WR) e il record dei campionati (CR) erano i seguenti.
| Record                | Prestazione | Atleta                   | Data                                | Competizione              |
| --------------------- | ----------- | ------------------------ | ----------------------------------- | ------------------------- |
| Record mondiale       | 3'50"07     | Genzebe Dibaba Etiopia   | 17 luglio 2015 Principato di Monaco |                           |
| Record dei campionati | 3'58"52     | Tatyana Tomashova Russia | 31 agosto 2003 Parigi, Francia      | Campionati del mondo 2003 |

### Campionesse in carica
Le campionesse in carica, a livello mondiale e olimpico, erano:
| Campione | Atleta                 | Prestazione | Data                                    | Competizione                |
| -------- | ---------------------- | ----------- | --------------------------------------- | --------------------------- |
| Olimpico | Faith Kipyegon Kenya   | 4'08"92     | 16 agosto 2016 Rio de Janeiro (Brasile) | Giochi della XXXI Olimpiade |
| Mondiale | Genzebe Dibaba Etiopia | 4'08"09     | 25 agosto 2015 Pechino (Cina)           | Mondiali 2015               |

### La stagione
Prima di questa gara, gli atleti con le migliori tre prestazioni dell'anno erano:
| Pos. | Atleta                   | Prestazione | Data                                |
| ---- | ------------------------ | ----------- | ----------------------------------- |
| 1    | Sifan Hassan Paesi Bassi | 3'56"14     | 11 giugno 2017 Hengelo, Paesi Bassi |
| 2    | Faith Kipyegon Kenya     | 3'57"51     | 01 luglio 2017 Parigi, Francia      |
| 3    | Genzebe Dibaba Etiopia   | 3'57"82     | 06 luglio 2017 Losanna, Svizzera    |

## Risultati

### Batterie
Le batterie preliminari si sono svolte venerdì 4 agosto 2017 a partire dalle ore 19:35.

Qualificazione: i primi sei di ogni serie (Q) e i sei tempi migliori tra gli esclusi (q) si qualificano alle batterie.
| Pos | Batteria | Nome                      | Nazionalità      | Tempo   | Note                                     |
| --- | -------- | ------------------------- | ---------------- | ------- | ---------------------------------------- |
| 1   | 1        | Genzebe Dibaba            | Etiopia          | 4'02"67 | Q                                        |
| 2   | 1        | Caster Semenya            | Sudafrica        | 4'02"84 | Q,                                       |
| 3   | 3        | Faith Kipyegon            | Kenya            | 4'03"09 | Q                                        |
| 4   | 1        | Winny Chebet              | Kenya            | 4'03"19 | Q                                        |
| 5   | 3        | Meraf Bahta               | Svezia           | 4'03"23 | Q                                        |
| 6   | 1        | Angelika Cichocka         | Polonia          | 4'03"27 | Q                                        |
| 7   | 3        | Sofia Ennaoui             | Polonia          | 4'03"35 | Q,                                       |
| 8   | 3        | Laura Weightman           | Gran Bretagna    | 4'03"50 | Q                                        |
| 9   | 3        | Besu Sado                 | Etiopia          | 4'03"55 | Q                                        |
| 10  | 3        | Konstanze Klosterhalfen   | Germania         | 4'03"60 | Q                                        |
| 11  | 1        | Rababe Arafi              | Marocco          | 4'03"67 | Q                                        |
| 12  | 1        | Jessica Judd              | Gran Bretagna    | 4'03"73 | Q,                                       |
| 13  | 3        | Gabriela Stafford         | Canada           | 4'04"55 | q,                                       |
| 14  | 3        | Sara Vaughn               | Stati Uniti      | 4'04"56 | q,                                       |
| 15  | 1        | Kate Grace                | Stati Uniti      | 4'04"76 | q                                        |
| 16  | 1        | Nicole Sifuentes          | Canada           | 4'05"24 | q,                                       |
| 17  | 1        | Zoe Buckman               | Australia        | 4'05"44 | q                                        |
| 18  | 3        | Sarah McDonald            | Gran Bretagna    | 4'05"48 | q,                                       |
| 19  | 1        | Fantu Worku               | Etiopia          | 4'05"81 | Miglior prestazione personale            |
| 20  | 1        | Marta Pérez               | Spagna           | 4'05"82 | Miglior prestazione personale            |
| 21  | 3        | Solange Pereira           | Spagna           | 4'06"63 |                                          |
| 22  | 1        | Amela Terzić              | Serbia           | 4'08"55 |                                          |
| 23  | 2        | Sifan Hassan              | Paesi Bassi      | 4'08"89 | Q                                        |
| 24  | 2        | Jennifer Simpson          | Stati Uniti      | 4'08"92 | Q                                        |
| 25  | 2        | Gudaf Tsegay              | Etiopia          | 4'08"96 | Q                                        |
| 26  | 2        | Laura Muir                | Gran Bretagna    | 4'08"97 | Q                                        |
| 27  | 3        | Georgia Griffith          | Australia        | 4'08"99 |                                          |
| 28  | 2        | Malika Akkaoui            | Marocco          | 4'09"05 | Q                                        |
| 29  | 3        | Margherita Magnani        | Italia           | 4'09"15 |                                          |
| 30  | 2        | Hanna Klein               | Germania         | 4'09"32 | Q                                        |
| 31  | 2        | Karoline Bjerkeli Grøvdal | Norvegia         | 4'09"56 |                                          |
| 32  | 2        | Marta Pen Freitas         | Portogallo       | 4'10"22 |                                          |
| 33  | 2        | Linden Hall               | Australia        | 4'10"51 |                                          |
| 34  | 1        | Ciara Mageean             | Irlanda          | 4'10"60 |                                          |
| 35  | 2        | Claudia Bobocea           | Romania          | 4'11"20 |                                          |
| 36  | 3        | Muriel Coneo              | Colombia         | 4'11"98 | Miglior prestazione personale stagionale |
| 37  | 2        | Meryem Akda               | Turchia          | 4'12"51 |                                          |
| 38  | 2        | Sheila Reid               | Canada           | 4'13"12 |                                          |
| 39  | 2        | Judy Kiyeng               | Kenya            | 4'13"65 |                                          |
| 40  | 2        | Esther Chebet             | Uganda           | 4'14"12 |                                          |
| 41  | 3        | Tamara Amroush            | Giordania        | 4'21"81 |                                          |
| 42  | 2        | Eliane Saholinirina       | Madagascar       | 4'23"56 | Miglior prestazione personale stagionale |
| 43  | 3        | Anjelina Lohalith         | Atleti rifugiati | 4'33"54 | Miglior prestazione personale            |
| 44  | 1        | Simona Vrzalová           | Rep. Ceca        | dnf     |                                          |

### Semifinale
Le semifinali si sono tenute il 5 agosto dalle ore 19:35.

Qualificazione: i primi cinque di ogni serie (Q) e i due tempi migliori tra gli esclusi (q) si qualificano alla finale.
| Pos | Batteria | Nome                    | Nazionalità   | Tempo   | Note |
| --- | -------- | ----------------------- | ------------- | ------- | ---- |
| 1   | 1        | Faith Kipyegon          | Kenya         | 4'03"54 | Q    |
| 2   | 1        | Laura Muir              | Gran Bretagna | 4'03"64 | Q    |
| 3   | 2        | Sifan Hassan            | Paesi Bassi   | 4'03"77 | Q    |
| 4   | 1        | Caster Semenya          | Sudafrica     | 4'03"80 | Q    |
| 5   | 1        | Angelika Cichocka       | Polonia       | 4'03"96 | Q    |
| 6   | 2        | Meraf Bahta             | Svezia        | 4'04"04 | Q    |
| 7   | 1        | Hanna Klein             | Germania      | 4'04"45 | Q    |
| 8   | 1        | Genzebe Dibaba          | Etiopia       | 4'05"33 | q    |
| 9   | 2        | Jennifer Simpson        | Stati Uniti   | 4'05"40 | Q    |
| 10  | 2        | Laura Weightman         | Gran Bretagna | 4'05"63 | Q    |
| 11  | 2        | Malika Akkaoui          | Marocco       | 4'05"73 | Q    |
| 12  | 1        | Rababe Arafi            | Marocco       | 4'05"75 | q    |
| 13  | 2        | Sofia Ennaoui           | Polonia       | 4'05"80 |      |
| 14  | 1        | Zoe Buckman             | Australia     | 4'05"93 |      |
| 15  | 2        | Winny Chebet            | Kenya         | 4'06"29 |      |
| 16  | 2        | Konstanze Klosterhalfen | Germania      | 4'06"58 |      |
| 17  | 2        | Sarah McDonald          | Gran Bretagna | 4'06"73 |      |
| 18  | 2        | Sara Vaughn             | Stati Uniti   | 4'06"83 |      |
| 19  | 2        | Besu Sado               | Etiopia       | 4'07"65 |      |
| 20  | 1        | Nicole Sifuentes        | Canada        | 4'07"92 |      |
| 21  | 2        | Gabriela Stafford       | Canada        | 4'08"51 |      |
| 22  | 1        | Jessica Judd            | Gran Bretagna | 4'10"14 |      |
| 23  | 1        | Kate Grace              | Stati Uniti   | 4'16"70 |      |
| 24  | 1        | Gudaf Tsegay            | Etiopia       | 4'22"01 |      |

### Finale
La finale si è svolta lunedì 7 agosto alle ore 21:50.
| Pos | Nome              | Nazionalità   | Tempo   | Note |
| --- | ----------------- | ------------- | ------- | ---- |
|     | Faith Kipyegon    | Kenya         | 4'02"59 |      |
|     | Jennifer Simpson  | Stati Uniti   | 4'02"76 |      |
|     | Caster Semenya    | Sudafrica     | 4'02"90 |      |
| 4   | Laura Muir        | Gran Bretagna | 4'02"97 |      |
| 5   | Sifan Hassan      | Paesi Bassi   | 4'03"34 |      |
| 6   | Laura Weightman   | Gran Bretagna | 4'04"11 |      |
| 7   | Angelika Cichocka | Polonia       | 4'04"16 |      |
| 8   | Rababe Arafi      | Marocco       | 4'04"35 |      |
| 9   | Meraf Bahta       | Svezia        | 4'04"76 |      |
| 10  | Malika Akkaoui    | Marocco       | 4'05"87 |      |
| 11  | Hanna Klein       | Germania      | 4'06"22 |      |
| 12  | Genzebe Dibaba    | Etiopia       | 4'06"72 |      |